# Lilla Edet
Lilla Edet est une localité de la commune de Lilla Edet, dont elle est le centre administratif, dans le comté de Västra Götaland en Suède.
Sa population était de 3894 habitants en 2019.